# Menhit
Menhit "La que sacrifica", era una diosa de la guerra en la mitología egipcia, originaria de Nubia. Simbolizaba el poder de la luz, o del calor, y el viento del Norte. Protegía al faraón en la fiesta Sed y lo guiaba en las batallas.  

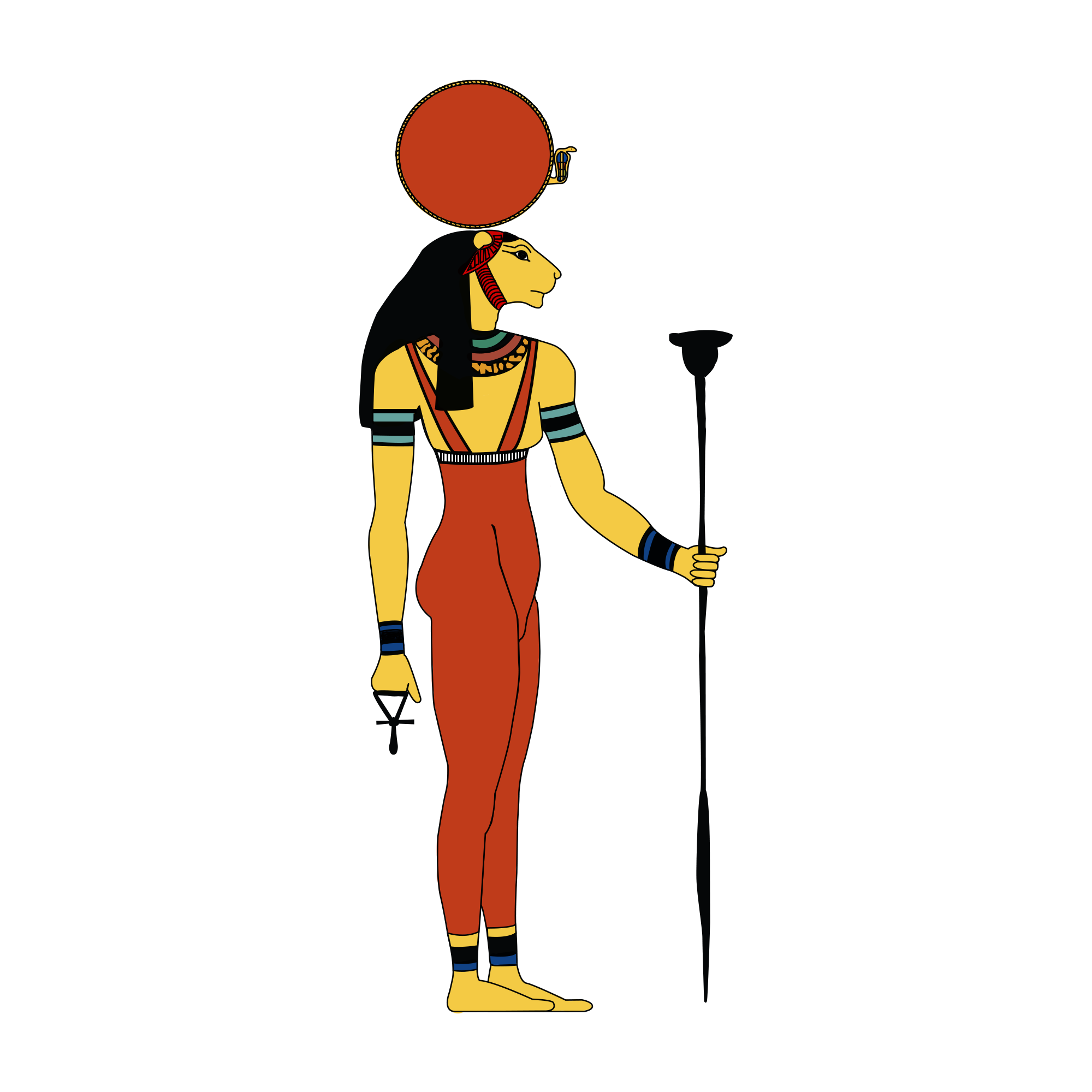
Menhit

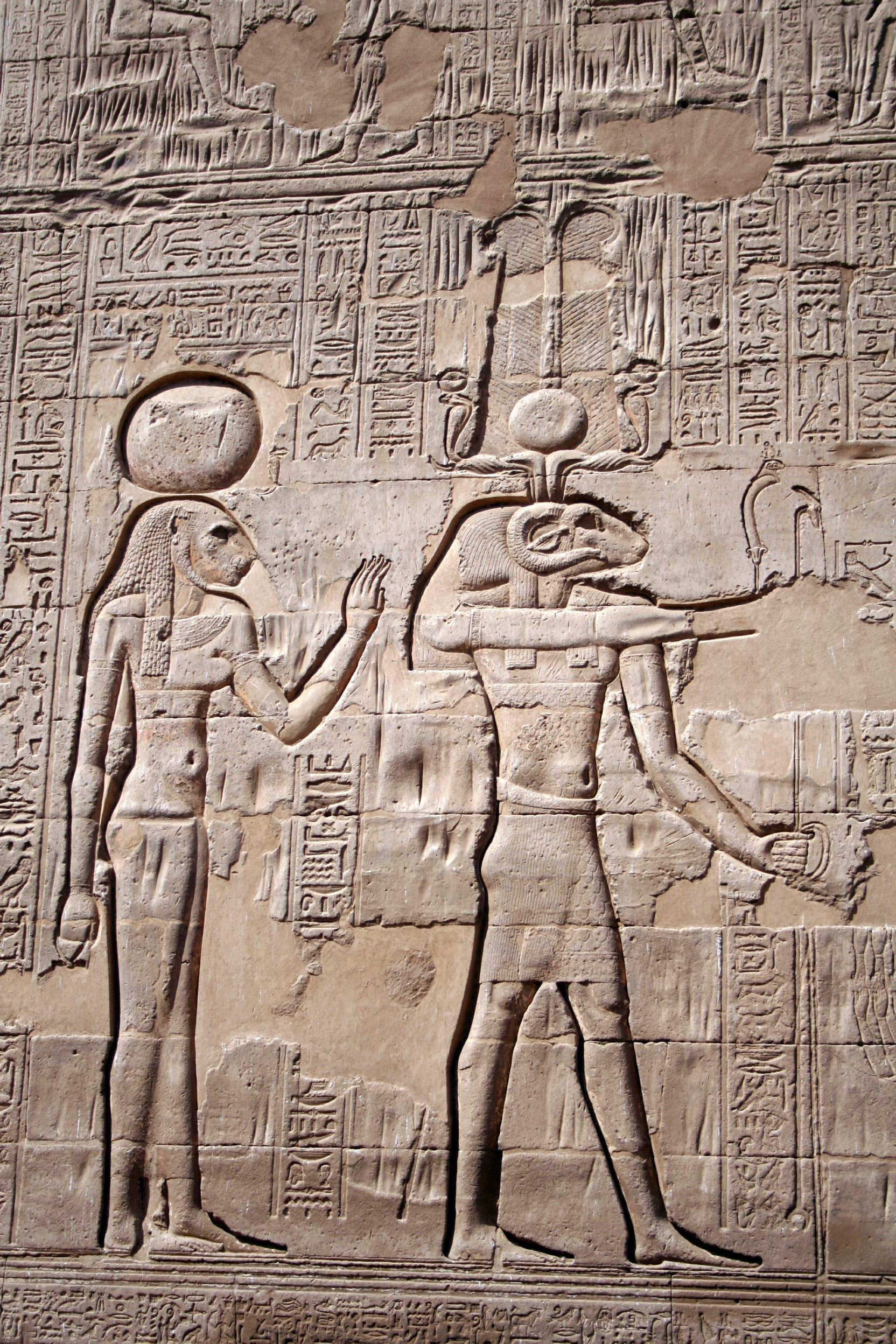
Menhit y su esposo Jnum. Bajorrelieve del templo de Esna.

## Mitología
Era considerada la esposa de Jnum y la madre de Heka en el nomo III del Antiguo Egipto, principalmente en Esna. En Tinis, Menhit era la compañera de Onuris (Anhur), dioses que procedían de Nubia.

## Sincretismo
Menhit fue identificada con Tefnut, Sejmet o Hathor, como diosas guerreras; en Esna era una manifestación de Neit, una antigua diosa de guerra. En su aspecto más pacífico se la asociaba con una de "las dos señoras", símbolo de los faraones del Alto y Bajo Egipto; también con la diosa Isis en Heliópolis.  

## Funciones rituales
En los antiguos rituales, Menhit protegía al faraón durante la ceremonia Heb Sed.
| Y5 · N35 | V28 | M17 | M17 | X1 · H8 | B1 |

| Y5 · N35 | V28 | M17 | M17 | X1 · H8 | B1 |

| \| \| | mn · n · F18 | i | i | t · H8 | I12 |
|       |              |   |   |        |     |

|  |

| \| \| | mn · n · F18 | i | i | t · H8 | I12 |
|       |              |   |   |        |     |

|  |